# Холод

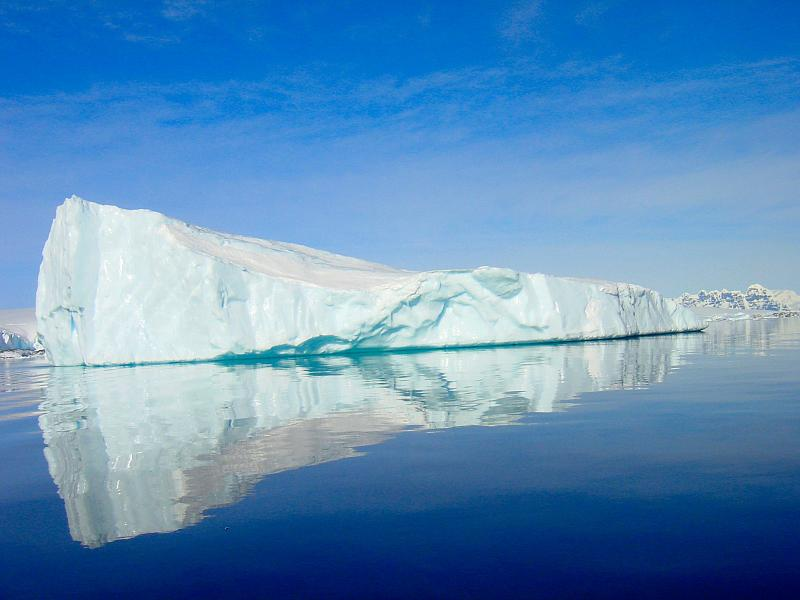
Айсберг

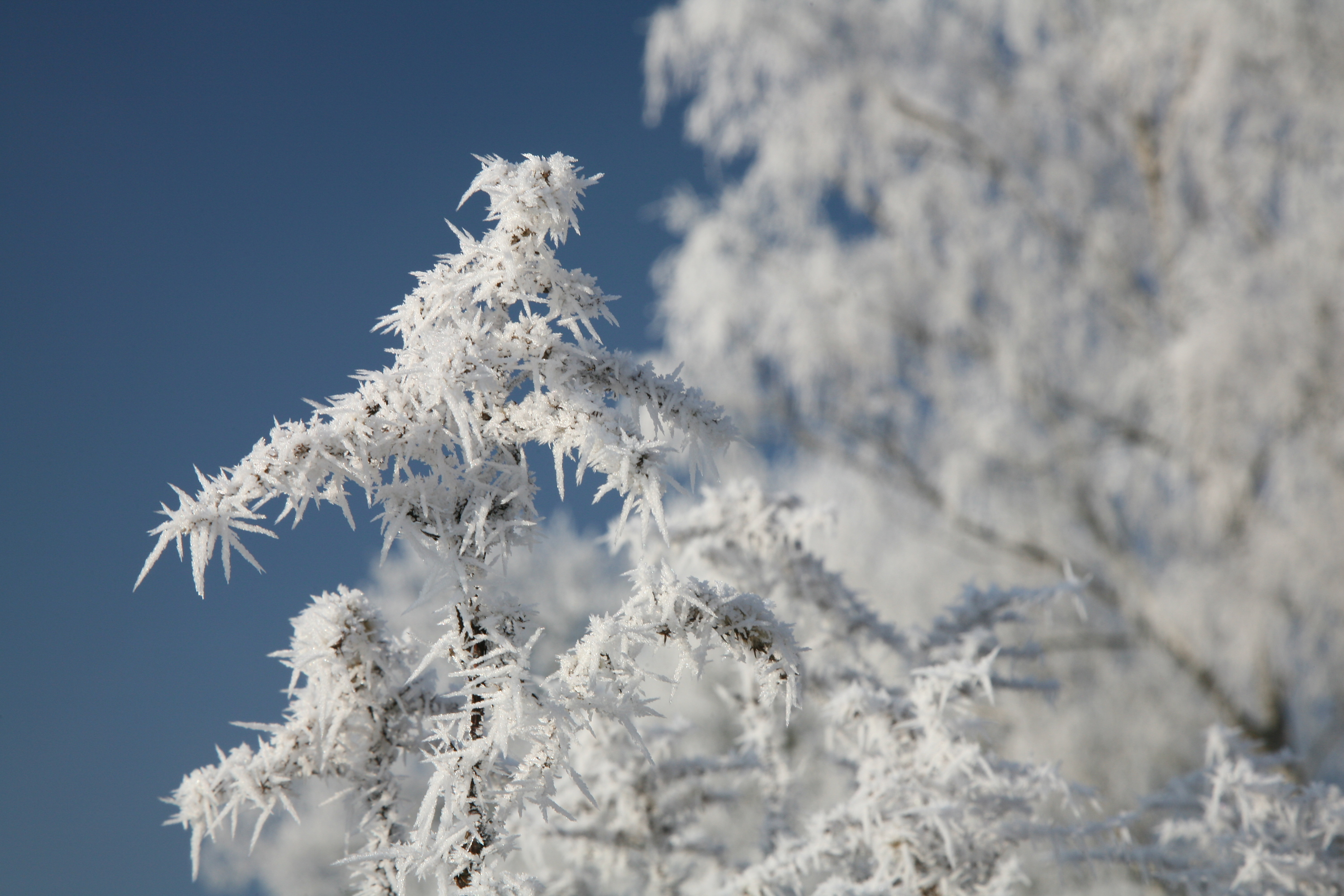
Иней

Хо́лод — состояние или субъективное ощущение сравнительно низкой температуры воздуха по отношению к более тёплому времени (месту) или к обычным условиям для данного времени (места).
Холодное тело часто описывается как имеющее меньше тепла, хотя это использование термина «теплота» было бы неправильно с точки зрения науки физики, где теплота относится к передаче энергии между телами, которые не «имеют» теплоты сами по себе.
Согласно словарю Ожегова холод — это «погода или воздух с низкой температурой», а в «Толковом словаре живого великорусского языка» Даля написано, что холод есть «сравнительное отсутствие тепла, стужа, стыдь, низкая степень тепла, в коей человек зябнет».
Нижняя граница — абсолютный нуль температуры, определяется как 0 K по шкале Кельвина, абсолютной термодинамической температурной шкалы. Это соответствует −273,15 °C на шкале Цельсия, −459,67 °F на шкале Фаренгейта, и 0 °Ra на шкале Ранкина.
Поскольку температура характеризует тепловую энергию, принадлежащую объекту или образцу вещества, которая является кинетической энергией хаотического движения частиц, составляющих вещество, у объекта меньше тепловой энергии, чем он холоднее и больше, чем выше его температура. Если бы было возможно охладить систему до абсолютного нуля, все движения частиц в образце вещества прекратилось бы, и они бы были в состоянии покоя в классическом смысле. При этом объект должен быть описан как имеющий нулевую тепловую энергию. Микроскопически в характеристике квантовой механики, однако, до сих пор не решён вопрос, имеет ли объект нулевые колебания при абсолютном нуле из-за принципа неопределённости.

## Охлаждение
Охлаждение — это процесс создания холода или понижение температуры. Может быть достигнуто путём отвода тепла от системы или помещением системы в среду с более низкой температурой.
Текучие вещества, используемые для охлаждения объектов, обычно называют хладагентами.
При воздушном охлаждении происходит процесс охлаждения объекта путём воздействия воздуха. Работает, если воздух имеет более низкую температуру, чем охлаждаемый объект, и процесс может быть улучшен за счёт увеличения площади поверхности или уменьшения массы объекта.

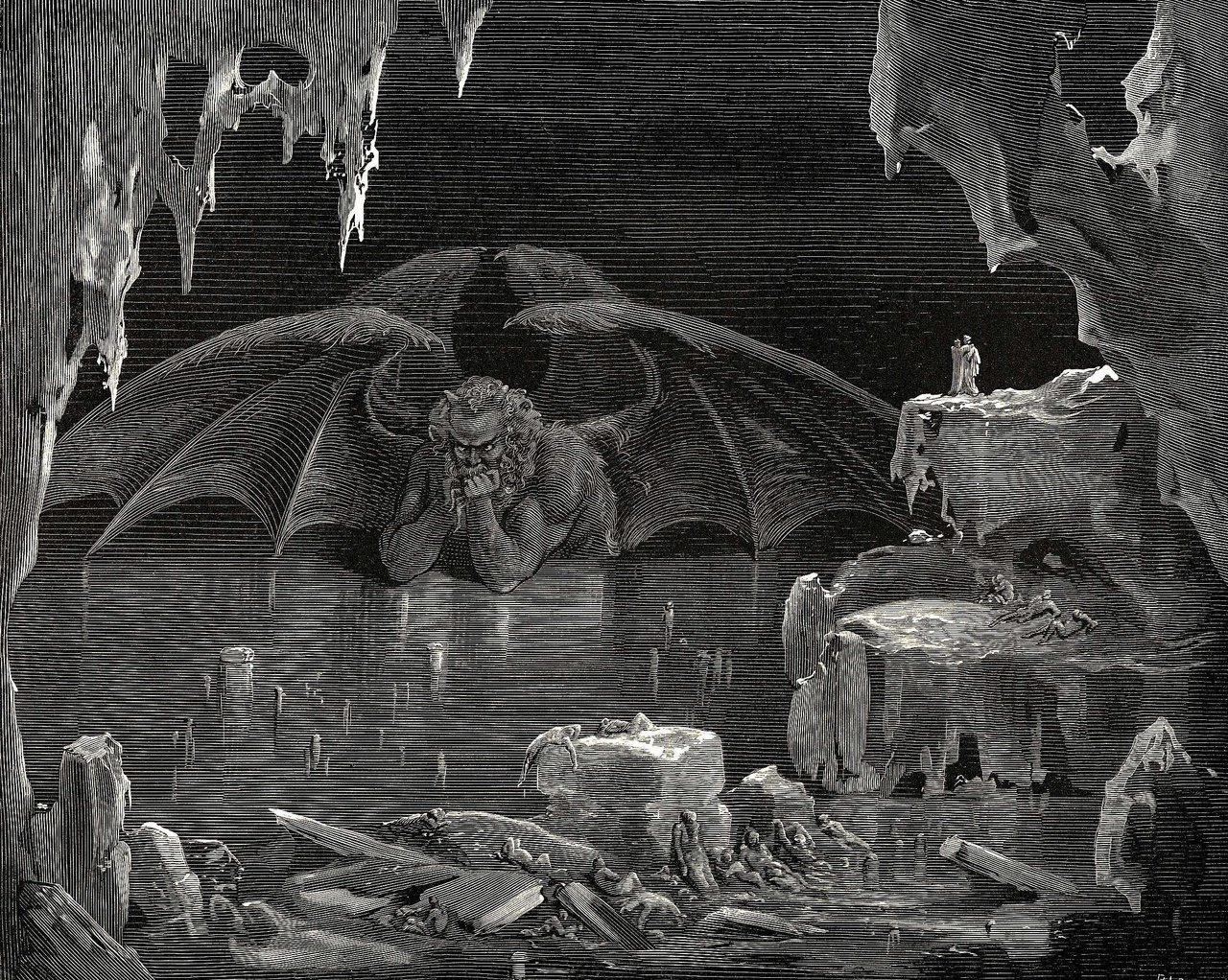
Вмёрзший по пояс в лёд Люцифер в озере Коцит. Иллюстрация Гюстава Доре к «Божественной комедии» Данте Алигьери

Другой распространённый способ охлаждения — поместить объект на лёд, сухой лёд или жидкий азот. Работает путём конвекции; тепло передаётся от относительно тёплого объекта относительно холодному.
Лазерное охлаждение и магнетическое охлаждение позволяют достичь сверхнизких температур.

## Воздействие холода на живые организмы
Длительное воздействие холода на живые организмы как правило губительно. Сильный холод может стать причиной гибели организма. Холод воздействует на весь организм в целом, и при длительном нахождении в холоде, или при сильном холоде быстро наступает угрожающие жизни состояние — гипотермия. Однако он может сохранять тела в первозданном виде без признаков разложения, потому применяется например в крионике. Умеренный и не длительный холод (криотерапия) может применяться для лечения некоторых заболеваний.